# Пащиха (хутір)
Пащиха — колишнє село Демидівського району Рівненської області, поблизу села Ільпибоки.

## Назва
За розповідями старожилів село було започатковане на лісовій місцевості одним багатим господарем Пащуком, що і від цього пішла назва села Пащиха. 

## Населення
Був час, що в Пащисі нараховувалося 70 і більше господарств. Пащиха славилась смачною холодною водою, якою смакували проїжджі. Крім заможних місцевих господарів тут проживали прибульці: поляки Пачковські, чех Кійовський, а також сім'я німця. 
Станом на 2021 рік відсутнє постійне населення.

## Історія
В роки Другої світової війни урочище неподалік села (Сафатова долина) стало місцем масових страт місцевих жителів. Переважно з Козинського району спецгрупою НКВС за 1944—1945 роки сюди було приведено, закатовано і вкинуто в криниці близько півтисячі українських патріотів. Загони НКВС під виглядом боївок УПА проводили каральні операції спрямовані проти місцевого населення. Зокрема ними, за свідченнями очевидців, було страчено 35 жителів села Пащиха, 47 — Яблунівка.

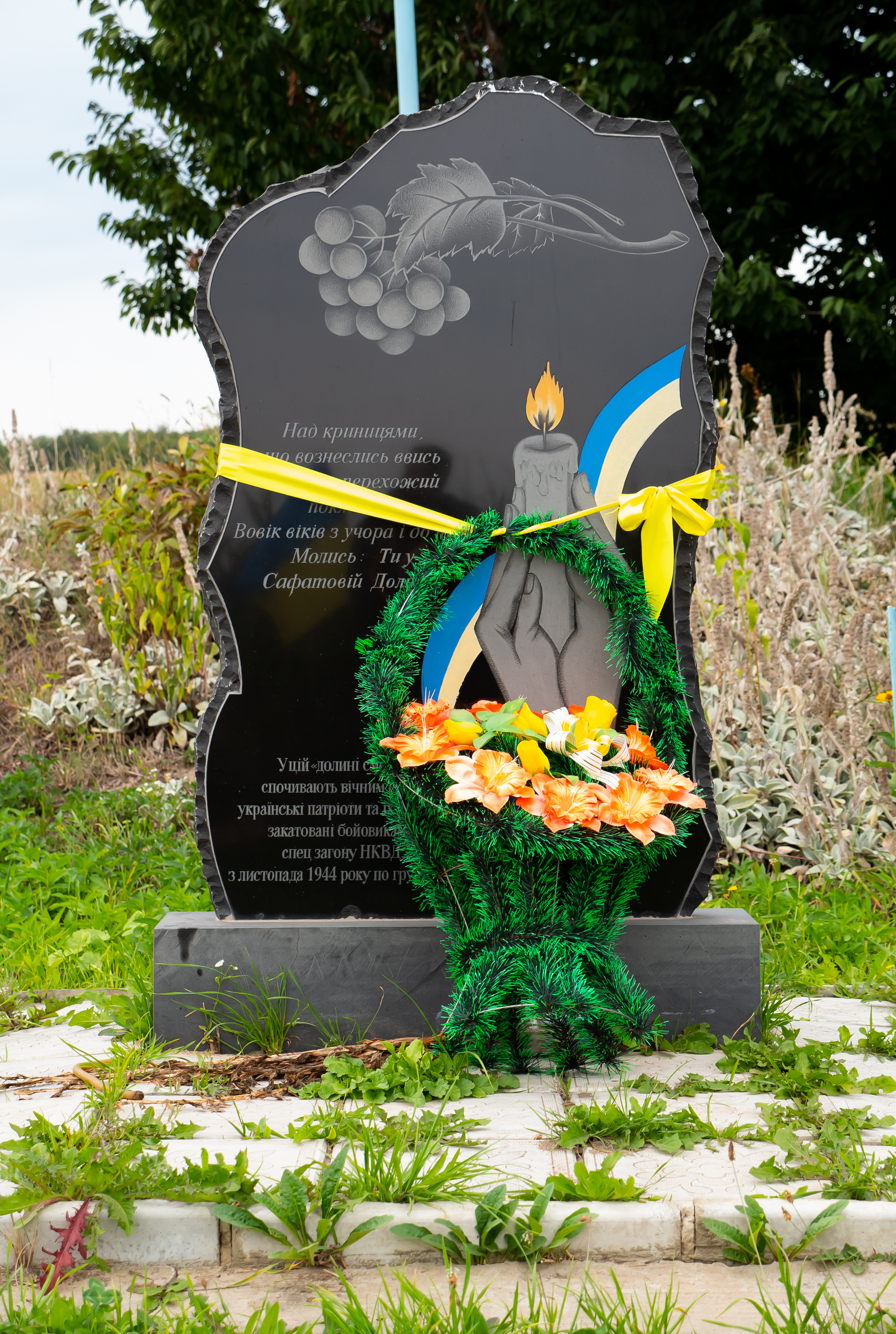
Пам'ятник загиблим у Сафатовій Долині, 2021 рік

У 2017 році відкрито меморіал загиблим.